# Укання
У́кання — заміна звука [о] на [u] внаслідок нерозрізнення в ненаголошеній позиції. Розрізняють сильне й помірне укання.
Сильне укання — нейтралізація протиставлення [о] — [u] в усіх позиціях незалежно від фонетичного оточення; помірне — часткова, позиційно обмежена заміна лише перед складами з голосними [u] та [і]. При сильному уканні всякий ненаголошений /о/ звужується настільки, що його звукове поле збігається із звуковим полем /у/ або наближається до нього, наприклад: куро́ва, гулува́, нуга́, муйі́, пуйі́ду, бо́суму, ти́ху. Найбільш послідовно це явище спостерігається у ряді говорів південно-західного наріччя, зокрема в надсянському, наддністрянському (північно-західній його частині), у західній частині волинського та західнополіського говорів. Реалізація фонеми /о/ голосними [оу], [уо] та [у] у ненаголошеній позиції властива також деяким подільським говіркам.
У більшості південно-західних говорів переважає помірне укання — в позиції перед складами з [u] та [і]. Трапляється укання і в деяких говірках південно-східного наріччя, в основному перед складами з голосними високого підняття та в окремих словах перед наголошеними складами з іншими голосними, наприклад: гуо(у)лу́бка, зоузу́л'а, мутузок, моу(у)ги́ла тощо.
У ряді слів української мови колишній ненаголошений [о] повністю перетворився на [u] і на письмі позначається буквою у: будяк, ворушити, годувати, журавель, зустрічати, кувати, мармур, мачуха, парубок, перепурхнути, піскуватий, полум'я, снувати, сусід, чарувати, яблуко тощо.